# Pygospila octomaculalis
Pygospila octomaculalis là một loài bướm đêm trong họ Crambidae.